# Johann Heinrich Dierbach
Johann Heinrich Dierbach (Heidelberg, 23 de marzo de 1788 - Heidelberg, 11 de mayo de 1845) fue un médico, botánico y profesor alemán.

## Algunas publicaciones
- 2010. Flora Apiciana. Ein Beitrag Zur Näheren Kenntniss Der Nahrungsmittel Der Alten Römer; Mit Besonderer Rücksicht Auf Die Bücher Des Caelius Apicius de O. BiblioBazaar. 92 pp. ISBN 1141711710 en línea ed. 1831
- 1833. Flora mythologica oder Pflanzenkunde in Bezug auf Mythologie und Symbolik der Griechen und Römer: ein Beitrag zur ältesten Geschichte der Botanik, Agricultur und Medicin. Sauerländer. 213 pp. en línea
- 1831. Repertorium botanicum oder Versuch einer systematischen darstellung der neuesten leistungen im ganzen umfange der pflanzenkunde. Meyersche hof-buchhandlung. 266 pp. en línea
- 1831. Abhandlung über die Arzneikräfte der Pflanzen: verglichen mit ihrer Structur und ihren chemischen Bestandtheilen
- 1828. Die neuesten Entdeckungen in der Materia medica : für praktische Ärzte geordnet. Groos, Heidelberg 1828 en línea
  - 1. 1828
  - 1. 2. Aufl. 1837
  - 2. 1828

## Eponimia
Género
- (Solanaceae) Dierbachia Spreng.[1]